# Melina Perez
Melina Nava Perez (High Desert, California, 9 de marzo de 1979) es una luchadora profesional estadounidense. Es conocida por haber trabajado para la empresa WWE, donde se presentó con el nombre de Melina.
En su carrera se destacan ocho reinados como campeona en diferentes empresas, así como haber ganado el primer "Queen of the Ring" de Southside Wrestling, estar posicionada junto a John Hennigan y Joey Mercury (MNM) en el top de los mejores equipos en la historia de WWE. De igual forma, participó en las primeras luchas tipo "I Quit" y "Fall Counts Anywhere" entre mujeres en la WWE, enfrentando a Beth Phoenix y Mickie James respectivamente. Pérez también es la primera mujer inducida al Salón de la Fama de la EWF.

## Primeros años
Sus padres son mexicanos y tiene un hermano mayor. Su papá la bautizó como «Melina» gracias a la canción homónima del cantante español Camilo Sesto.

## Carrera
Perez decidió convertirse en luchadora profesional después de hablar con la superestrella de Empire Wrestling Federation Mike Henderson, en 2000. Pérez comenzó entrenando en la escuela de lucha libre School of Hard Knocks dirigida por Jesse Hernández en San Bernardino, California, y en abril de 2002 hizo su debut en el ring, bajo el nombre de Kyra, usando un gimmick basado en Lara Croft. Al verlo, autoridades de la EWF constataron que Melina poseía la mayor habilidad natural de todas las mujeres que habían llegado de la escuela de lucha.

### World Wrestling Entertainment / WWE

#### Tough Enough (2002)
En 2002, Melina entró en el reality show de la World Wrestling Entertainment Tough Enough III, donde estuvo entre las últimas 21 nominadas, pero fue eliminada en el primer episodio. Después de ser eliminada, el entrenador Al Snow la animó a seguir su sueño de ser luchadora profesional.

#### Ohio Valley Wrestling (2004)
Melina debutó en el territorio de desarrollo de la WWE Ohio Valley Wrestling debutando en marzo de 2004, Melina fue llevada al ring por Matt Cappotelli para burlarse de John, ya que era su exnovia, sin embargo, ella terminaría traicionandolo para unirse a John, quien poco después adopto el nombre de Johnny Nitro. Más tarde, Melina y Nitro comenzaron a hacer equipo con Joey Matthews, luego conocido como Joey Mercury, creando el stable MNM. Bajo la dirección de Melina, Mercury y Nitro ganaron el Campeonato en Parejas de la OVW el 10 de noviembre. Durante ese tiempo, Melina comenzó a usar su habitual entrada al ring, realizando un split antes de pasar bajo las cuerdas.
Melina hizo su primera aparición en SmackDown! en la edición del Día de Acción de Gracias de 2003, vestida de nativa americana y sirviendo bebidas. Más tarde, apareció en RAW el 29 de noviembre de 2004, cuando Randy Orton fue nombrado mánager general y celebró un concurso de ropa interior entre divas. En diciembre, Melina volvió a aparecer en RAW, participando en un combate de Limbo ordenado por el apoderado general Chris Jericho.

#### 2005-2006
MNM debutó en la WWE la edición del 14 de abril de 2005 de SmackDown!, apareciendo como heel, interrumpió el segmento de Carlito's Cabana, en el que Carlito estaba entrevistando a Rey Mysterio, por entonces Campeón por Parejas. En él, Melina insultó a Mysterio y ordenó a Nitro y Mercury atacarle, programando un combate por los Campeonatos por Parejas la siguiente semana. Durante la lucha, MNM derrotó a Rey Mysterio & Eddie Guerrero, ganando los títulos.

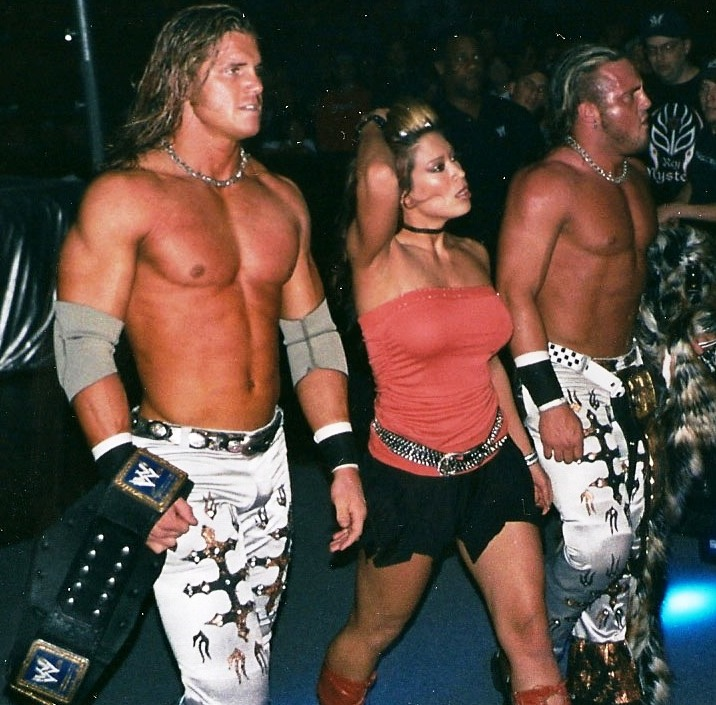
Perez junto a Johnny Nitro (izquierda) y Joey Mercury (derecha) como MNM durante un evento de SmackDown en 2006.

Mientras dirigió a los Campeones por Parejas, el gimmick de Melina derivó a uno más egoísta y negativo, autproclamándose "The Most Dominant Diva in WWE". Su primer feudo fue contra Michelle McCool, después de que Melina insultara al luchador dirigido por McCool, Heidenreich; en ello, Melina derrotó a McCool en un combate individual. Más tarde, Pérez tuvo su primera aparición en un evento en The Great American Bash, derrotando a Torrie Wilson en un Bra and Panties match. En el mismo evento, MNM perdió sus campeonatos frente a The Legion of Doom, lo que provocó que Melina contratase a una experta en relaciones públicas, Jillian Hall, para ayudarles a recuperar los títulos. MNM entró en un feudo con Legion of Doom & Christy Hemme, siendo derrotados por ellos en No Mercy 2005. Sin embargo, Nitro y Mercury recuperaron los Campeonatos en Parejas el 28 de octubre, en un Fatal Four-Way tag team match. En la edición de RAW dedicada a la memoria del recientemente fallecido Eddie Guerrero, Melina ganó una Divas battle royal eliminando a la Campeona Femenina Trish Stratus. La siguiente semana, MNM secuestró a Trish  (kayfabe) y Melina la retó a un combate por su título. Durante el evento Survivor Series, Melina perdió el combate programado con Trish por una interferencia de Mickie James.
Más tarde, se programó un combate por los Campeonatos en Parejas entre MNM y Rey Mysterio & Batista, perdiendo MNM sus títulos. Antes del combate, Melina visitó a Batista en los camerinos e intentó seducirlo para impedir que saliese a luchar contra Nitro y Mercury, pero en su lugar Batista le agradeció el "calentamiento" y la dejó para ir al ring. La siguiente semana, en SmackDown!, Melina convocó una conferencia de prensa en la que declaró haber sido sexualmente acosada por Batista. La misma noche, Nitro y Mercury invocaron su cláusula de revancha para competir por los Campeonatos por Parejas, luchando contra Mysterio & Batista en una jaula de acero; sin embargo, Mark Henry irrumpió en la jaula atacando y batiendo a los oponentes de MNM, dejando a Mercury y Nitro conseguir la victoria.
En la primera edición de SmackDown! de 2006, Melina anunció que Mark Henry sería su protector frente a Batista. Durante ese tiempo, Henry actuó como ejecutor de MNM, ayudándoles a ganar combates y atacando a sus rivales. Sin embargo, Henry abandonó el grupo para unirse a Daivari en su feudo con Kurt Angle. El 28 de abril, en SmackDown!, Melina inició un feudo con Jillian Hall después de atacarse en los camerinos. Luego, en Judgment Day, MNM perdió los Campeonatos en Parejas contra Paul London & Brian Kendrick, lo que ocasionó la disolución del trío, ya que Melina y Nitro atacaron a Mercury. En el mismo evento, Jillian derrotó a Melina, a pesar de que Melina estaba rompiendo el pinfall. Tras eso, Melina abofeteó al mánager general Theodore Long, causando que ella y Nitro fueran despedidos de SmackDown!.
Nitro y Melina fueron enviados a RAW el 29 de mayo, con una derrota de Nitro frente al Campeón de la WWE John Cena. La siguiente semana, Melina simuló una lesión, lo que permitió a Nitro derrotar a Charlie Haas para marcar su primera victoria en RAW. Melina siguió actuando como la valet de Nitro ayudándole en sus intentos de conseguir el Campeonato Intercontinental, el cual consiguió en Vengeance; mientras tanto, Melina entró en un feudo con Trish Stratus, a la que se unió Carlito. La rivalidad finalizó en Saturday Night's Main Event, donde Nitro y Melina fueron derrotados.
Después de la llegada de Melina a RAW, Mick Foley comenzó a mencionarla en sus promos, hablando de su amistad real. En SummerSlam, Melina causó que Foley perdiera en un "I Quit" Match cuando Ric Flair iba a golpear a Melina y Foley se rindió para impedirlo. El 21 de agosto de 2006, en RAW, Vince McMahon obligó a Foley a unirse al "Kiss My Ass Club" bajo amenaza de despedir a Melina; Foley obedeció, pero súbitamente Melina lo golpeó con un low blow y lo despidió, con el beneplácito de McMahon. Entre bastidores, toda esta storyline fue ideada por el mismo Foley para refrescar la idea del Kiss My Ass Club. Después de que Trish Stratus dejara el título vacante empezó un torneo para declarar a la nueva campeona, en la primera ronda Melina venció a Torrie Wilson, y en la semifinal fue derrotada por Mickie James. Durante este tiempo, Melina incorporó a su personaje un característico grito, que fue llamado "Primal Scream", un nombre que luego usaría en una de sus técnicas finales.

#### 2007-2008
El 29 de enero de 2007, Melina se convirtió en la aspirante al Campeonato Femenino de la WWE, reintroduciendo una técnica final llamada California Dream. El 5 de febrero, Melina perdió un combate titular contra Mickie James. La semana siguiente, Melina derrotó a Mickie en un combate por equipos y la retó de nuevo por el campeonato. Finalmente, el 19 de febrero Melina consiguió el título, reteniéndolo en un combate de revancha que sería el primer Falls Count Anywhere match femenino de la historia de la WWE. El 26 de enero en SmackDown!, Melina luchó junto a Mercury y Nitro contra Paul London, Brian Kendrick & Ashley, ganando MNM.
En marzo, Melina fue introducida en una storyline en la que se mostró celosa de que la Diva de SmackDown! Ashley recibiese atenciones por haber aparecido en Playboy. Melina clamó en sus blogs que ninguna modelo de Playboy podía derrotarla. Por ello, Melina se enfrentó a las modelos de Playboy Torrie Wilson y Candice Michelle, derrotándolas a ambas. El feudo finalizó en WrestleMania 23, donde Melina derrotó a Ashley en un Lumberjill match para retener el Campeonato Femenino. Después de WrestleMania, Melina organizó una sesión de fotos con el cinturón de campeonato en el ring, pero fueron interrumpidos por Mickie James, abriéndose otro feudo entre ellas. El 24 de abril, en un house show en París, Francia, Melina perdió el Campeonato en un Triple Threat match en el que Mickie cubrió a Victoria, pero Jonathan Coachman ordenó que se celebrase un combate de revancha en el que Melina ganó, recobrando el Campeonato Femenino. El 29 de abril, en WWE Backlash 2007, Melina retuvo el Campeonato Femenino ante Mickie James.
El 7 de mayo, Melina fue derroatada en un combate por equipos cuando fue cubierta por Candice Michelle. Tras eso, Candice derrotó a Melina en varios otros combates las siguientes semanas, así como en One Night Stand. Más tarde, en Vengeance, Melina perdió el Campeonato Femenino, y fracasó al intentar recuperarlo en The Great American Bash. En SummerSlam, Melina participó en una Battle Royal por una oportunidad por el Campeonato, siendo ganada por Beth Phoenix. Más tarde, en Survivor Series, Melina compitió en un combate por equipos que perdió después de ser cubierta por Mickie James.
Melina, junto con su entonces aliada Beth Phoenix, derrotó a Maria & Ashley en WrestleMania XXIV. Tras ello, en Backlash, Melina formó equipo con Beth Phoenix, Jillian, Victoria, y Natalya derrotando a Michelle McCool, Mickie James, Ashley, Kelly Kelly, Cherry y Maria. Después de que Phoenix perdiese el Campeonato Femenino, Melina comenzó un feudo con ella por atacarla accidentalmente en un Lumberjill Match. La semana siguiente, Beth Phoenix abandonó a Melina en un combate por equipos contra Mickie James y Maria después de arrojar accidentalmente a Beth del ring. La misma noche, Melina fue atacada por Beth, tomando el cambio de face por primera vez en su carrera en la WWE'. En Judgement Day, Melina y Beth fueron derrotadas por Mickie en una Triple Threat Match por el Campeonato, y tras ello Beth derrotó a Melina en One Night Stand, en el primer "I Quit" match femenino. El 23 de junio Melina se lesionó un tobillo después de caer del ring en un combate por equipos con Mickie James contra Natalya & Victoria.
Melina hizo su retorno el 13 de noviembre de 2008 en Florida Championship Wrestling, haciendo equipo con Gabe Tuft para derrotar a Jack Gabriel & Alicia Fox. Pérez volvió a la WWE en la edición del 24 de noviembre de RAW como face, haciendo equipo con sus antiguas rivales Mickie James & Candice Michelle para derrotar a Beth Phoenix, Jillian Hall y Katie Lea Burchill, cuando Melina cubrió a Katie. La siguiente semana, derrotó a Jillian Hall con su nuevo finisher, el Last Call; tras el combate, Melina declaró sus intenciones de arrebatar Campeonato Femenino de Beth Phoenix. El 29 de diciembre, Melina ganó una Batlle Royal para conseguir una oportunidad por el título. Después de la lucha, Melina y Beth comenzaron una confrontación sobre una fan de Beth Phoenix llamada Rosa Mendes, la cual había empujado a Melina.

#### 2009

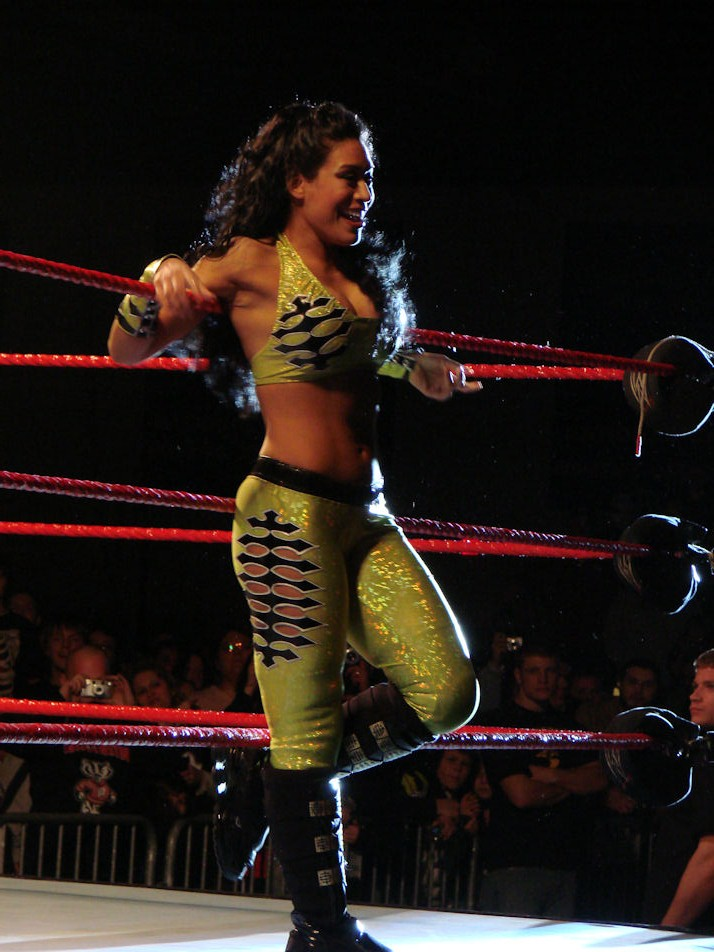
Perez durante un house show (evento en vivo) de WWE en 2009.

En Royal Rumble, Melina derrotó a Beth Phoenix, ganando así el Campeonato Femenino de la WWE por tercera vez. Durante las siguientes semanas, Melina derrotó numerosas veces a Phoenix para defender el título, así como en No Way Out. Después en un combate entre Kelly Kelly & Mickie James vs Jillian & Beth Phoenix fue atacada por la Campeona de las Divas Maryse ambas como comentaristas invitadas, iniciando un feudo, esa misma semana en Smackdown Maryse fue atacada por Melina, culminando todo en una Champion vs Champion match, siendo Melina derrotada. Más tarde, Melina participó en la Diva Battle Royal de WrestleMania XXV, que fue ganada por "Santina Marella" quien ganara el combate, siendo Melina de las últimas divas en el ring.
El 13 de abril de 2009, Melina fue enviada a SmackDown! junto con el Campeonato Femenino debido al Draft 2009. En su primer combate en la marca, Melina hizo equipo con Gail Kim para derrotar a McCool & Alicia Fox. Cuando McCool fue la primera contendiente al título, comenzó un feudo con Melina. En el episodio del 5 de junio, McCool hizo equipo con Alicia Fox & Layla, derrotando a Melina, Gail Kim & Eve Torres. El 19 de junio, Melina derrotó a Alicia, pero fue atacada por McCool.  Melina perdió su título contra McCool en The Bash gracias a una interferencia de Alicia Fox, y no consiguió recuperarlo en Night of Champions. Durante el feudo, Maria terminó su relación amistosa con Melina, debido a que fotografiaron a McCool con Dolph Ziggler y Maria pensó que era un truco de Melina para separarla de Ziggler. En SummerSlam participó en un battle royal, pero fue autoeliminada junto a Mickie James. Tuvo otra oportunidad por el título contra Michelle McCool el 2 de octubre en el aniversario de SmackDown, en una pelea de leñadoras, pero no logró ganar gracias a la interferencia de Beth Phoenix
El 12 de octubre, Melina fue de nuevo enviada a RAW gracias a la estrella invitada, Nancy O'Dell, y consiguió el Campeonato de Divas de la entonces campeona Jillian Hall, quien había ganado el título escasos segundos ante Mickie James antes de la irrupción de Melina. Tras defender el campeonato contra Jillian, Melina entró en un feudo con Alicia Fox, reteniendo el campeonato una vez más. En Bragging Rights, las SmackDown Divas (McCool, Beth Phoenix & Natalya) derrotaron a las Raw Divas (Melina, Kelly Kelly & Gail Kim) cuando Melina fue cubierta por Beth Phoenix. Más tarde, en Survivor Series, el Team James (Mickie James, Melina, Eve Torres, Kelly Kelly & Gail Kim) derrotó al Team McCool (Michelle McCool, Alicia Fox, Beth Phoenix, Jillian & Layla). La noche siguiente después de un combate fue atacada por Maryse disfrazada de pavo. El 29 de diciembre de 2009, Melina se lesionó el tobillo en un evento en Mánchester, Nuevo Hampshire, viéndose obligada a abandonar el título y manteniéndose lejos del ring durante varios meses.

#### 2010-2011
Melina hizo su regreso a la WWE en Raw el 26 de julio (emitido el 2 de agosto) de 2010, atacando a la Campeona de las Divas Alicia Fox, empezando un feudo con ella, derrotándola la semana siguiente y obteniendo una lucha por el título en SummerSlam, lucha que ganó Melina y así obtuvo por segunda ocasión el Campeonato de las Divas. Sin embargo, tras la lucha, fue atacada por la Campeona Femenina Layla y Michelle McCool. El 23 de agosto en Raw, defendió su título exitosamente en contra de Jillian Hall. El 6 de septiembre volvió a retener el título contra Alicia Fox respectivamente. No obstante, en Night of Champions fue derrotada por Michelle McCool en una pelea de unificación de títulos, por una distracción de Layla, perdiendo el título. Tuvo su revancha la noche siguiente en Raw frente a Layla pero fue derrotada. El 27 de septiembre en Raw participó en un battle royal por ser la contendiente #1 al Campeonato de las Divas, pero fue eliminada por Tamina. El 13 de diciembre en la gala de los Slammy Awards, luchó en otra battle royal para nombrar a la Diva del Año, pero fue ganado por Michelle McCool. Posteriormente, el 20 de diciembre del 2010 en Raw obtuvo una oportunidad por el Campeonato de las Divas de Natalya al vencer a Alicia Fox y Eve Torres. Después de la lucha, Melina abofeteó a Natalya cambiando oficialmente a heel y comenzando un feudo con ella.
A pesar del cambio el público seguía apoyando a Melina durante sus peleas demostrando que sus años de experiencia eran más que su repentino cambio. El 24 de enero de 2011 en Raw luchó por el título contra Natalya, perdiendo Melina por sumisión. El 28 de febrero en Raw participó en un battle royal donde la ganadora tendría una oportunidad por el Campeonato de la Divas, pero fue eliminada por Maryse. Luego de esto, en junio comenzó un feudo con Gail Kim, después de que Melina le dijera que fue una amiga horrible, teniendo varios combates semanales en WWE Superstars. Además, formó una alianza junto con Maryse peleando ambas en pareja durante varios encuentros en Superstars y Raw. El 1 de agosto en Raw participó en una Battle Royal para coronar a la nueva retadora al título de Kelly Kelly, donde fue eliminada al comienzo de la lucha por Beth Phoenix. Finalmente, el 5 de agosto de 2011 fue despedida de la WWE.

### Apariciones esporádicas (2019-2022)
Melina regresó a la WWE el 22 de julio de 2019 en Raw en el episodio especial «Raw Reunion», en un segmento en el backstage junto con Naomi, Kelly Kelly, Candice Michelle y Alundra Blayze. Melina reveló que había conseguido la licencia de árbitro y ayudó a Candice a ganar el Campeonato 24/7, que había sido tomado por Kelly Kelly minutos antes. Segundos después del triunfo, Alundra atacó a Candice y Melina volvió a ejercer de árbitro, dándole la victoria a Alundra. Más tarde, en el cierre de Raw, apareció con todas las leyendas en el centro del ring.
Melina hizo otra aparición especial el 4 de enero de 2021 en Raw Legends Night apoyando a Lince Dorado y Gran Metalik, y presenciando la lucha entre Drew McIntyre y Keith Lee junto a las demás leyendas. El 29 de enero del 2022 hizo una aparición especial en el Royal Rumble entrando como la #2, sin embargo, fue eliminada rápidamente por Sasha Banks.

### Circuito independiente (2011, 2015)

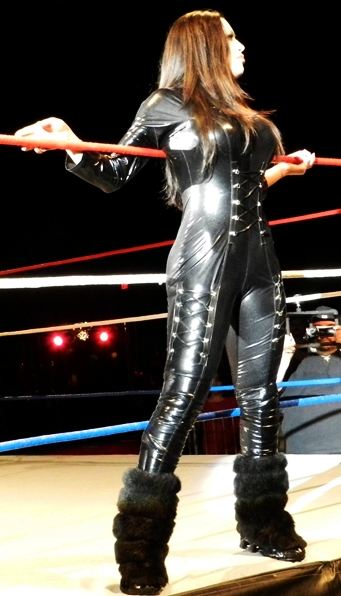
Perez durante un evento de lucha libre independiente en 2012.

El 25 de agosto, se dio a conocer una noticia donde Melina participaría en "Women's Superstars Uncensored", en el PPV luchando contra Serena, para la fecha del 19 de noviembre, pero no luchó contra Serena debido a que esta tenía una lesión; Melina luchó en el PPV derrotando a Lexxus.
Pérez apareció en la World Wrestling Fan Xperience (WWFX) Champions Tour Showcase en Manila, Filipinas el 4 de febrero de 2012, bajo su nombre real acompañada por varios WWE Alumni , incluyendo a su novio John Morrison , MVP y Jillian Hall. El 23 de marzo ganó a Velvet Sky en Northeast Wrestling después que aplicara el Primal Scream. El 28 de abril se enfrentó a la Campeona Femenina de la FWE en un evento de la Family Wrestling Entertainment Winter con Lita como árbrito especial, perdiendo dicho encuentro ya que Winter golpeó a Melina con el cinturón, consiguiendo la cuenta de 3.
Melina el 30 de junio se presentó en el aniversario de la WWC en Puerto Rico teniendo cartelera en varios lugares, en Bayamon luchó contra la TNA Knockout Velvet Sky en la cual no logró ganar ya que Velvet Sky le aplicó su finisher, después de esto tuvo varios combates contra esta en luchas de equipos mixtas e individuales en varias escenas independientes, ganando la mitad de los encuentros.
El 15 de agosto de 2014 en Guatemala, Pérez derrotó a Gaby Asturias. El 19 de junio de 2015, Melina volvió al circuito independiente como Heel y apareció en la noche de chicas de la Championship Maryland Wrestling, interviniendo en la lucha por el Campeonato Femenino MCW entre Amber Rodríguez y Mickie James, con Lisa Marie Varon como árbitro especial, Melina atacó a James aplicándole un Last Call para después ser atacada por Varon, quien le aplicó el Widow's Peak.
El 16 de octubre del 2015, Melina hace su debut para la empresa japonesa, World Wonder Ring Stardom, durante su primer tour por América, Pérez formó equipo con Santana Garrett derrotando a Hudson Envy y Thunder Rosa. El 6 de mayo de 2016, Melina fue la primera inducida al Salón de la Fama de EWF. El 21 de diciembre en la gira Americana de Stardom, Pérez junto a Kairi Hojo derrotó a Jade y Hudson Envy. El 26 de enero de 2019, Melina se enfrentó por primera vez a Lisa Marie Varon en MCW.

### Lucha Underground (2015)
El 5 de agosto de 2015, Melina debutó en Lucha Underground como Heel, donde ayudó a Johnny Mundo en su partido contra Alberto El Patrón,  golpeando con el cinturón de campeón, mientras que el árbitro estaba distraído. Más tarde se supo que Melina renunció ya que la empresa quería que esta regresara de tiempo completo además de que las luchas en esa empresa eran muy exigentes y al no poder con el ritmo se vería lesionada, al poco tiempo fue sustituida por Taya.

### Southside Wrestling (2016-2019)
El 20 de junio Melina confirmó que formaría parte del SWE Queen of the Ring Tournament. El 2 de octubre en dicho torneo, Pérez logró eliminar a Viper, Lana Austin y Kay Lee Ray, ganando el SWE Women's Champioship y el SWE Queen of the Ring a la vez. Ese mismo día participó en la SWE Kirby Mania, Pérez formó equipo con Jessicka Havok, Nixon Newell y Leah Vaughan logrando derrotar a Alex Windsor, Kasey Owens, Viper y Kay Lee Ray.
El 15 de octubre, derrotó a Kay Lee Ray, Nixon y Windsor, reteniendo exitosamente el campeonato. El 5 de noviembre, se convirtió por primera vez en MCW Women's Champion después de derrotar a Renee Michelle. El 19 de noviembre, volvió a retener al derrotar de nueva cuenta a Kay Lee Ray. El 12 de marzo del 2017, Pérez resultó lesionada al dislocarse la rodilla durante una lucha contra Mia Yim,  aunque en un principio se pensó que estaría inactiva solo por un breve período de tiempo, la lesión resultó ser más grave de lo contemplado, teniendo que dejar vacante el campeonato con 365 días de reinado.
Melina volvió a la acción en junio del 2018. El 4 de mayo de 2019 casi un año después desde su último encuentro en Southside Wrestling, regresó a la empresa al enfrentarse a Xia Brookside.

### A Matter of Pride Wrestling (2018-2019)
El 10 de junio de 2018, Melina regresó a los cuadriláteros de la mano de la empresa independiente A Matter of Pride Wrestling, la cual apoya a luchadores LGTB. Tras un año y medio de inactividad, Melina hizo su regreso en un evento de dicha empresa, luchando contra Rick Cataldo (The Boy Diva). Melina logró llevarse la victoria. El 13 de agosto hizo equipo con The Boy Diva, participando en un Tag Team Match.
Después de participar en varios combates en el circuito independiente, Melina regresó el 4 de abril de 2019 a A Matter Of Pride Wrestling, saliendo derrotanda por Sonny Kiss. El 12 de abril luchó contra Eddy McQueen para conseguir una oportunidad por el título máximo que poseía Rick Cataldo.

### National Wrestling Alliance (2019-2021)
El 1 de octubre de 2019, Melina debutó como heel en las grabaciones de NWA Power, formando una alianza con Marti Bell y Thunder Rosa ayudándoles a ganar su lucha contra  Allysin Kay e iniciando una rivalidad con la misma. Pérez formaría una alianza con Belle y Rosa, teniendo luchas ocasionales pero fungiendo principalmente el rol de mánager. Sin embargo, después de que Rosa obtuviera el Campeonato femenino traicionó a Marti y Melina, empezando un ángulo contra ellas dos. NWA detuvo las grabaciones de la programación a inicios del 2020 a raíz de la pandemia por Covid-19 por lo que tanto Melina como Marti estuvieron fuera del foco durante más de un año y cancelando el ángulo. El 6 de julio de 2021 en NWA When Our Shadows Fall, Melina regreso al cuadrilátero al formar equipo con Thunder Rosa, saliendo derrotadas por Taryn Terrell y Kylie Rae. 
El 5 de agosto, Pérez hace su debut oficial en Impact Wrestling revelándose que sería la oponente de la Campeona de las Knockouts, Deonna Purrazzo, en una lucha titular para el PPV exclusivo de mujeres, NWA EmPowerrr. Su lucha debut en dicha empresa se llevó a cabo la semana siguiente cuando derrotó a Brandi Lauren vía rendición con el California Nightmare, al final del encuentro Purrazzo y Mathew Rehwoldt la atacaron pero Trey Miguel hizo el salve, llevándolos a enfrentarse más tarde en una lucha por equipos mixta. Finalmente el 28 de agosto en NWA Empowerr, Pérez fue derrotada por Purrazzo en la que fue su lucha más larga dentro de la industria de la lucha libre profesional, con una duración de más de 19 minutos. En Hard Times 2, se enfrentó a Kamille por el Campeonato Mundial Femenino de la NWA, sin embargo perdió.

## Otros Medios
El 13 de abril de 2008, apareció en un episodio de «Celebrity Fit Club Boot Camp» junto con Mickie James, Layla y Kelly Kelly. En una entrevista por radio en noviembre de 2009, Bret Hart citó a Melina como «en muchos sentidos, la mejor luchadora del mundo ahora mismo».
hizo apariciones en algunos videojuegos de la WWE tales como:
| Año  | Juego                     | Notas                                                                          | Marca     |
| ---- | ------------------------- | ------------------------------------------------------------------------------ | --------- |
| 2006 | WWE SmackDown vs Raw 2007 | Debut                                                                          | SmackDown |
| 2007 | WWE SmackDown vs Raw 2008 | Como Women's Champion predeterminada.                                          | Raw       |
| 2008 | WWE SmackDown vs Raw 2009 |                                                                                | Raw       |
| 2009 | WWE SmackDown vs Raw 2010 | Con traje exclusivo para Xbox 360 y PS3, como Women's Champion predeterminada. | SmackDown |
| 2010 | WWE SmackDown vs Raw 2011 |                                                                                | Raw       |

## Vida personal
Tuvo una relación amorosa con John Hennigan, luchador anteriormente dirigido por ella, se conocieron en las audiciones de Tough Enough III. Eventualmente rompieron, y tras ello tuvo una corta relación con Batista, este declaró que comenzó la relación después de divorciarse de su esposa.
En 2009 Melina y Hennigan comenzarían un nuevo romance, mismo que duraría 6 años después de su definitiva separación en 2015. En una entrevista concedida a Jim Ross aclaró los rumores que han surgido sobre ella durante su etapa en la WWE, diciendo: "Mucha gente en verdad piensa que soy como la Melina de la WWE, ella es mi alterego, mi personaje. Han corrido varios rumores, lo peor es que la gente los cree pero a mi no, eso lo aprendí con el tiempo".
Tras su despido de la WWE, se corrió el rumor que este se debió a su "mala conducta" en vísperas de WrestleMania 27, esto fue confirmado por Trish Stratus tiempo después en una entrevista, alegando que tanto Melina como su expareja, John Morrison, trataban de boicotear su lucha en dicho PPV. Al verse frustrados sus intentos, John se rehusó a tener contacto físico directo con Stratus durante sus segmentos o luchas. Melina también ha sido apuntada por otras ex-divas como Candice Michelle o Kristal Marshall, quienes confesaron no haber mantenido una buena relación con Pérez de inicio por sus orígenes como modelos, pero que eso cambió al paso del tiempo cuando demostraron tenerle amor al negocio de la lucha libre. En una entrevista de Jillian Hall en 2008, ésta reveló que tuvieron varios problemas con las demás mujeres en vestidores cuando Melina estaba en ascenso, al punto que ambas fueron separadas y enviadas a distintas marcas.
En diciembre de 2017, Peréz confesó haber intentado suicidarse después de haber sufrido abusos sexuales, algo que dio a conocer en el marcó de la campaña #MeToo. Desde entonces, Pérez ha sido miembro activo de asociaciones y campañas contra el suicidio.

## Filmografía
| Películas  | Películas                              | Películas     | Películas              |
| Año        | Película                               | Papel         | Notas                  |
| ---------- | -------------------------------------- | ------------- | ---------------------- |
| 2011       | Serial Buddies                         | Devin         | Debut en el cine       |
| 2014       | 20 Feet Below: The Darkness Descending | Jade          |                        |
| Televisión |                                        |               |                        |
| Año        | Programa                               | Papel         | Notas                  |
| 2008       | Pop Stars 2 Control                    | Audicionadora |                        |
| 2008       | Celebrity Fit Club: Boot Camp          | Ella Misma    | 1 episodio             |
| 2010       | Undateable                             | Ella Misma    | Episodio: "Hour 1–5"   |
| 2011       | Cake Boss                              | Ella Misma    |                        |
| 2012       | Bad Girls Club                         | Ella Misma    | Espectáculo After Buzz |

## Campeonatos y logros
- Empire Wrestling Federation

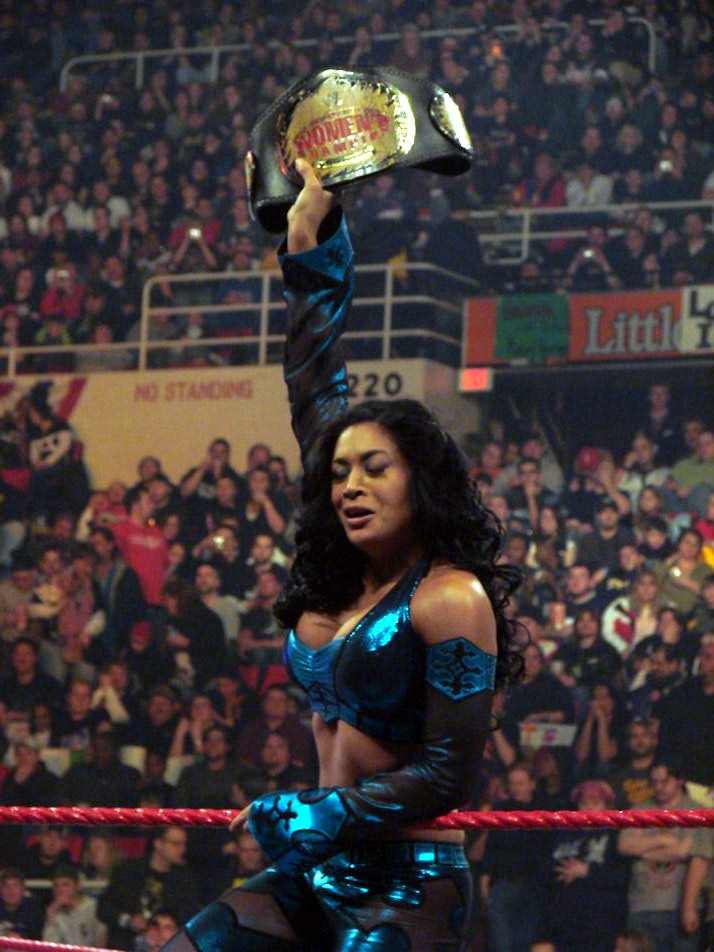
Melina durante su tercer reinado como Campeona femenina de la WWE en 2009.

  - Primera mujer inducida al EWF Hall of Fame (2016)[102]

- MCW Pro Wrestling
  - Campeona femenina de MCW (1 vez)
  - MCW "Bombshell of the year" (2017)

- Southside Wrestling
  - Queen of Southside Championship (1 vez)
  - Queen of the Ring (2016)

- Battle Championship Wrestling
  - Campeona femenina de BCW (1 vez, actual)

- World Wrestling Entertainment
  - Campeonato femenino de la WWE (3 veces)[103]
  - Campeonato de Divas de la WWE (2 veces)
  - #31 en el top de los mejores equipos en la historia de WWE (como parte de MNM).
  - #27 en el top de las mejores superestrellas femeninas en la historia de WWE
  - Primer Falls Count Anywhere Match femenino contra Mickie James
  - Primer I Quit Match femenino contra Beth Phoenix

- Pro Wrestling Illustrated
  - Situada en el Nº8 en el PWI Female 50 en 2008.[104]
  - Situada en el Nº3 en el PWI Female 50 en 2009.[105]
  - Situada en el Nº23 en el PWI Female 50 en 2011.[106]